# Natriummalonaat
Natriummalonaat is een kristallijn natriumzout van malonzuur met als brutoformule C3H2O4Na2. Dit zout komt meestal voor als trihydraat: C3H2O4Na2 · 3 H2O.

## Synthese
Natriummalonaat kan eenvoudigweg bereid worden door reactie van malonzuur met natriumhydroxide:
{\displaystyle {\ce {C3H4O4 + 2NaOH -> C3H2O4Na2 + 2H2O}}}